# گندیاب پائین
اين روستا در حال حاضر با نام گنج ياب پایین ناميده ميشود ، روستایی است از توابع بخش مرکزی شهرستان نور در استان مازندران ایران.

## جمعیت
این روستا در دهستان ناتل‌کنار علیا قرار دارد و براساس سرشماری مرکز آمار ایران در سال ۱۳۸۵، جمعیت آن ۷۴۵ نفر (۱۸۱خانوار) بوده‌است.